# Парфений (Чопрон)
Епи́скоп Парфе́ний (рум. Episcopul Partenie, в миру Штефан-Петре Чопрон, рум. Ștefan-Petre Ciopron; 30 сентября 1896, Пэлтиниц, жудец Ботошани — 28 июля 1980, Монастырь Вэратек) — епископ Румынской православной церкви, епископ Романский и Хушский.

## Биография
Родился в 1896 году в деревне Пэлтинис, недалеко от города Дарабани (сегодня в жудеце Ботошани) в семье с шестью детьми (пять мальчиков и девочка). Окончил Школу церковных певчих в Яссах. После вступления Румынии в Первую мировую войну был зачислен 1 ноября 1916 года в 29-й Дорохойский пехотный полк и отправлен на фронт. Был ранен 29 июня 1917 года в битвах при Ойтузе, позже был награжден «Памятным крестом», уйтузскими и карпатскими ремнями.
После окончания войны, 21 мая 1921 года принял монашество в Монастыре Слатина с именем Парфений. 22 июля того же года, рукоположен в сан иеродиакона митрополитом Молдавским Пименом (Джорджеску) и назначен клириком в митрополичьего собора в Яссах. Параллельно со служением он учился в духовной семинарии им. «Вениамина Костаки» в Яссах (1922—1929) и на богословском факультете Черновицкого университета (1929—1933), где защитил диссертацию «О целомудрии» и получил степень бакалавра.
Закончив обучение в университете, 20 апреля 1934 года он был рукоположен в сан иеромонаха с оставлением в клире того же собора. 25 апреля 1934 года возведён в сан архимандрита и назначен экзархом (благочинным) монастырей Ясской архиепископии (1934—1935). Он публикует многочисленные статьи в церковной газете «Viața monahală» и в журнале «Mitropolia Moldovei și Sucevei». Некоторое время он преподавал Закон Божий в лицее для девочек Нотр-Дам-де-Сион в Яссах (1936—1937). В 1937 году он получил учёное звание доктора богословия, защитив в Черновицком университете диссертацию «Arhieria Mântuitorului Iisus Hristos după rânduiala lui Melchisedec. Studiu exegetic și istoric».
17 июня 1937 года Священный Синод Румынской Православной Церкви предложил военному министерству список из трёх кандидатов на должность епископа армии, с резиденцией в Алба-Юлии: профессор богословского факультета в Кишинёве архимандрит Юлий (Скрибан), архимандрит Парфений (Чопрон) из митрополичьего собора в Яссах и священник Антон Анджелеску из Галаца. Военное министерство рекомендовало королю Румынии Каролю II архимандрита Парфения (Чопрона). Его епископская хиротония состлоялась 25 сентября 1937 года в домовом храме Патриаршего дворца в Бухаресте. 8 октября 1937 года в замке Пелеш состоялась его интронизация; по этому случаю он бюл произведён в звание бригадного генерала и назначен инспектором военного духовенства.
Среди его достижений в качестве епископа: оснащение епископского престола Алба-Юлии церковными одеяниями, богослужебными книгами и транспортными средствами; увеличение числа военных священников с 30 (1937 г.) до 108 (1941 г.); создание службы бухгалтерского учета, с помощью которой было достигнуто лучшее управление средствами, увеличивая обеспеченность военных культовых сооружений мебелью, культовыми предметами, книгами, одеждой и т. д.; координация деятельности военных священников по составлению ими набросков военных кладбищ, списков имен румынских героев, и т. д.; издание в 1940—1945 годы бюллетеня армейской епископии под названием «Arma cuvântului» (Оружие слова).
Во время Второй мировой войны он занимался духовным руководством румынских солдат, сражающихся на восточном фронте, совершал богослужения, проводил конференции, направлял военных священников и печатал молитвословы и т. Д. Он поддерживал войну за освобождение Бессарабии и Северной Буковины. Повторного занятия Бессарабии румынской армией также служил местоблюстителем Хотинской епархии, чья резиденция располагалась в Бельцах (1941—1944). Он занимался координацией церковной жизни в Хотинской епархии восстановлением православной церковной жизни в пространстве, где ранее правили большевики, проявляя антикоммунистическое отношение и печатая журнал под названием «Biserica basarabeană» (Бессарабская церковь). Он был награжден во время кампании на Восточном фронте орденом «Корона Румынии» с мечом в высшей степени офицера.
Он пересёк Днестр с румынской армией и вошел в город Тирасполь, где он не было епископа в течение 23 лет. Там он раздавал кресты, иконки и молитвенники румынским и русским жителям. 2 июня 1943 года, в День Вознесения Господня, он соверши богослужение в городе Тульчин, а также службу поминовения героев на военном кладбище. При отступлении румынской армии вернулся в Румынию.
В сентябре — декабре 1947 года был временным управляющим Романской епархией. 22 августа 1948 года приказом III военного региона Клуж Епископия армии и инспекторат военного духовенства были упразднены, а военные священники были переведены в резерв.
После этого в том же году новым патриархом Юстинианом был назначен на должность профессора и директора Монашеской семинарии в Монастыре Нямц. В апреле 1949 года был переведён на должность патриаршего викария. 17 февраля 1950 года Священный Синод Румынской православной церкви постановил уволить епископа Парфения c должности патриаршего викария с 1 марта того же года
12 марта 1950 года был назначен настоятелем монастыря Святого Иоанна Нового в Сучаве. В тот период, когда он возглавлял монастырь в Сучаве, он был делегирован митрополитом Севастианом (Русаном), чтобы представлять его на праздниках, царскимх праздниках или освящениях церквей. Кроме того, в период 1956—1957 годов Патриарх Юстиниан предложил ему баллотироваться на должности епископа Клужского или митрополита Трансильванского, но епископ Парфений отказался на том основании, что он не знал религиозных вопросов в этих епархиях.
Учитывая его антисоветскую активность во время войны, епископ Парфений преследовался Секуритате, которое окружило его осведомителями, перехватывая переписку, прослушивая телефонные звонки и информируя обо всех, с кем он контактировал. 4 марта 1952 года было открыто следственное дело, и Секуритате установило, что епископ «имеет ряд враждебных проявлений против режима и поддерживает связи с некоторыми подозрительными элементами», считаясь «реакционным элементом».
16 декабря 1961 года, в связи с избранием епископа Феофила (Хериняну) на Клужскую кафедру, епископ Парфений принял предложение патриарха Юстиниана о назначении на Романскую и Хушскую епархию. 18 февраля 1962 года он был официально избран, а 4 марта 1962 года интронизован в качестве епископа Романского и Хушского.
В июне 1963 года в составе делегации Румынской Православной Церкви принял участие в праздновании тысячелетия Афонской Горы, после чего были восстановлены связи Румынского Патриархата с монастырскими поселениями на Афоне.
Епископ Парфений управлял Романской и Хушской епархией в течение 16 лет. Епископ Партений был пастором Римской и Гуситской епархии 16 лет. В течение этого периода его преследовал Секуритате, предлагая «срочно» отправить его на покой, поскольку он был «старым, больным, беспомощным, бездействующим и бесполезным», о чем свидетельствует информационная записка № 304/1/23.03.1967. Из-за преклонного возраста и плохого здоровья епископ Парфений ушёл на покой 1 января 1978 года, поселившись в личном доме, который он построил в Монастыре Вэратек. Там о нём заботились его сестра, монахиня Августина; его племянница, монахиня Адриана, а также другие монахини во главе с игуменьей Назарией (Ницэ).
28 июля 1980 года он скончался. Он был похоронен на кладбище монастыря 30 июля 1980 года при большом стечение народа.